# 688 TCN
688 TCN là một năm trong lịch La Mã.